# Cándido Nocedal
Cándido Nocedal y Rodríguez de la Flor (La Corunya, 11 de març de 1821 - Madrid, 18 de juliol de 1885) fou un polític, periodista i advocat gallec, diputat a les Corts Espanyoles i ministre durant el regnat d'Isabel II d'Espanya.

## Biografia
Va estudiar Dret a la Universitat d'Alcalá de Henares i després a la Central de Madrid, llicenciant-se en 1840 i establint el seu bufet el mateix any. De jove era membre del Partit Progressista molt vinculat a Baldomero Espartero en el seu conflicte amb la mare d'Isabel II, Maria Cristina de Borbó, a causa de la Regència.
Després de ser promotor fiscal durant un breu període i el 1843 va ser redactor de La Gaseta de Madrid, però deixà el càrrec en ocupar l'escó de Diputat per la província de Saragossa. Vinculat en aquest període al Partit Moderat, el 1847 defensà Ramón María Narváez enfront de l'atac dels progressistes, cosa que li va permetre ser nomenat Fiscal del Consell Reial, on va arribar a ser conseller, així com Sotssecretari del Ministeri de la Governació.
En un nou gir polític en la seva vida, després de romandre apartat de l'activitat política un temps (encara que va mantenir l'acta de diputat), va participar en la Vicalvarada i va ser un dels qui va subscriure el Manifest de Manzanares.
Durant el Bienni Progressista va ser un actiu defensor del Partit Moderat, que es trobava en greu situació, i se li atribueix mantenir les seves files organitzades enfront dels moviments dels progressistes i l'aparició de la Unió Liberal de Leopoldo O'Donnell, amb qui es va enfrontar obertament, tant a les Corts com a través de la publicació satírica i neocatòlica El Padre Cobos, fundada per ell.
Aquesta defensa ardent de la reacció li va permetre ser nomenat Ministre de Governació el 1856 després de la caiguda del Bienni. Després, i aprofitant la folgada majoria parlamentària conservadora a les eleccions generals que havia organitzat des del Ministeri, impulsà la derogació de diferents lleis progressistes del període anterior, aprovant una Llei d'Impremta que és considerada la més restrictiva del període del regnat d'Isabel II.
Durant el govern de la Unió Liberal es va anar apartant progressivament de l'activitat política moderada per a integrar-se en els moviments neocatòlics. Malgrat que els esforços d'O'Donnell per a guanyar-se als moderats a la causa de la Unió Liberal van tenir èxit en molts casos, Nocedal es va resistir fins i tot a l'oferta de presidir el Congrés dels Diputats i ser ambaixador a Roma (1867). Va començar a publicar un nou diari, La Constancia, des d'on manifestava la seva intenció de detenir les forces revolucionàries que amenaçaven Espanya. Amb la revolució de 1868, després de la caiguda d'Isabel II, va decidir unir-se, amb altres antics isabelins, a la causa catòlico-monàrquica dels carlins. El pretendent el va nomenar el seu representant a Espanya malgrat l'oposició d'amplis sectors del carlisme, i va reforçar la seva posició encara després de perduda la Tercera Guerra Carlina. Fou elegit diputat carlí per Pravia a les eleccions generals espanyoles de 1871 i per Estella-Lizarra a les eleccions generals espanyoles d'abril de 1872.
La seva actitud intransigent el va obligar a abandonar Espanya durant un breu període (1874-1875), refugiant-se a Portugal. Amb la restauració borbònica, lluny d'unir-se a la causa alfonsina, es va refundar i va mantenir la Comunió Tradicionalista, tot creant una nova publicació, El Siglo Futuro, que s'editarà durant 61 anys fins a l'esclat de la Guerra Civil el 1936.
Pocs anys abans de la seva mort en 1885, es va enfrontar de manera obertament hostil a un sector del carlisme, representat per diaris com La Fe, partidari d'una unió política amb els catòlics liberals i de realitzar algunes concessions al liberalisme. Tot i que Cándido Nocedal va tenir sempre el suport explícit de Don Carles, després de la seva mort, els seus fidels —units entorn al seu fill, Ramón Nocedal, qui l'havia succeït en la direcció d'El Siglo Futuro— serien expulsats del partit l'any 1888, i crearien el partit integrista.
Va ser membre de la Reial Acadèmia Espanyola i de la Reial Acadèmia de Ciències Morals i Polítiques.